# Бакийково
Бакийково — деревня в Артинском городском округе Свердловской области. Входит в состав Усть-Манчажского сельского совета.

## География
Населённый пункт расположен на левом берегу реки Уфа в 27 км на северо-запад от посёлка городского типа Арти — административного центра района. Расстояние до Екатеринбурга — 152 километра.

### Часовой пояс
Бакийково, как и вся Свердловская область, находится в часовой зоне МСК+2. Смещение применяемого времени относительно UTC составляет +5:00.

## Население
| 2002 | 2010 | 2021 |
| ---- | ---- | ---- |
| 329  | ↘249 | ↘213 |

## Инфраструктура
Деревня разделена на пять улиц: Азенбаева, Мира, Молодёжная, Уфимская, Южная.